# Michael Ohoven
Michael Ohoven (Düsseldorf, 30 agosto 1974) è un produttore cinematografico tedesco, fondatore e amministratore delegato della casa di produzione Infinity Media.

## Biografia
Figlio dell'uomo d'affari Mario Ohoven e dell'ambasciatrice dell'UNESCO Ute-Henriette Ohoven. È sposato con l'attrice e modella Joyce Giraud, da cui ha avuto due figli; Leonardo Alexander Michael Mario Benjamin Giraud de Ohoven (2010) e Michael Valentino Mario Arthur Benjamin Giraud de Ohoven (2011).
Ohoven ha inizia la carriera come imprenditore finanziario alla Commerzbank e alla banca di investimento della sua famiglia. Mentre studiava economia e commercio presso l'Università di Colonia, Ohoven unito della divisione "affari internazionali" di RTL Television, una delle più grandi emittenti private d'Europa.
Due anni e mezzo, Ohoven ha lasciato l'azienda e nel 2000 ha fondato la casa di produzione cinematografica Infinity Media. Sotto la sua guida, l'azienda ha istituito rapidamente forti relazioni di lavoro con i principali studios e ha iniziato a produrre film come Frailty - Nessuno è al sicuro e Liberty Stands Still. Nel 2006 ha ottenuto una candidatura al premio Oscar per il film Truman Capote - A sangue freddo, diventando uno dei più giovani produttori candidati all'Oscar.
Ohoven segue la tradizione della sua famiglia nelle opere di carità. Le sue aziende forniscono contributi a varie organizzazioni di beneficenza, ed è amministratore delegato della Foundation for UNESCO-Education for Children in Need e presidente di Hope for Children in Need.

## Filmografia
- According to Spencer, regia di Shane Edelman (2001)
- Frailty - Nessuno è al sicuro (Frailty), regia di Bill Paxton (2002)
- Liberty Stands Still, regia di Kari Skogland (2002)
- Dead Heat, regia di Mark Malone (2002)
- Evelyn, regia di Bruce Beresford (2002)
- Quicksand - Accusato di omicidio (Quicksand), regia di John Mackenzie (2003)
- Confidence - La truffa perfetta (Confidence), regia di James Foley (2003)
- La macchia umana (The Human Stain), regia di Robert Benton (2003)
- The Snow Walker, regia di Charles Martin Smith (2003)
- Saved!, regia di Brian Dannelly (2004)
- The Final Cut, regia di Omar Naim (2004)
- La casa del diavolo (The Devil's Rejects), regia di Rob Zombie (2005)
- Undiscovered, regia di Meiert Avis (2005)
- Il nascondiglio del diavolo - The Cave (The Cave), regia di Bruce Hunt (2005)
- Truman Capote - A sangue freddo (Capote), regia di Bennett Miller (2005)
- Il ritorno di Mr. Ripley (Ripley Under Ground), regia di Roger Spottiswoode (2005)
- Just Friends (Solo amici) (Just Friends), regia di Roger Kumble (2005)
- Il mistero del bosco (The Woods), regia di Lucky McKee (2006)
- Bug - La paranoia è contagiosa (Bug), regia di William Friedkin (2006)
- Pride, regia di Sunu Gonera (2007)
- Push, regia di Paul McGuigan (2009)
- Operation: Endgame, regia di Fouad Mikati (2010)
- Le paludi della morte (Texas Killing Fields), regia di Ami Canaan Mann (2011)
- Shadow People, regia di Matthew Arnold (2013)
- Pawn Shop Chronicles, regia di Wayne Kramer (2013)